# Papi Juancho
Papi Juancho je páté studiové album kolumbijského zpěváka Malumy. Bylo vydáno 21. srpna 2020 vydavatelstvím Sony Music Latin. Na albu hostotovala řada hudebníků, jako např. Randy, Yandel, Yomo, Lenny Tavárez, Justin Quiles, Ñengo Flow, Jory Boy, Ñejo & Dalmata, and Darell.
První singl „ADMV“ vyšel již v dubnu 2020. Další píseň nazvaná „Hawái“ byla zveřejněna o tří měsíce později. Koncem srpna vyšla třetí píseň „Parce“.
Album má osobitý název odkazuje totiž na skutečné jméno Malumy, kterým týž je Juan Luis.

## Seznam skladeb
| Pořadí         | Název                                             | Délka |
| -------------- | ------------------------------------------------- | ----- |
| 1.             | Medallo City                                      | 3:53  |
| 2.             | Bella-K (with Zion featuring Randy)               | 3:43  |
| 3.             | Hawái                                             | 3:19  |
| 4.             | Cielo a un Diablo                                 | 3:25  |
| 5.             | Perdón (featuring Yandel)                         | 3:00  |
| 6.             | La Cura                                           | 2:56  |
| 7.             | Luz Verde                                         | 3:03  |
| 8.             | Cuidau (featuring Yomo)                           | 3:33  |
| 9.             | Parce (featuring Lenny Tavárez and Justin Quiles) | 4:08  |
| 10.            | Viento (Interlude)                                | 2:42  |
| 11.            | Madrid (with Myke Towers)                         | 3:18  |
| 12.            | Salida de Escape                                  | 3:04  |
| 13.            | Ansiedad                                          | 3:40  |
| 14.            | Mai Mai (featuring Ñengo Flow and Jory Boy)       | 3:57  |
| 15.            | Vete Vete (featuring Ñejo & Dalmata)              | 4:03  |
| 16.            | Me Acuerdo de Ti (featuring Darell)               | 3:43  |
| 17.            | Boy Toy                                           | 3:15  |
| 18.            | Booty                                             | 2:37  |
| 19.            | Quality                                           | 2:41  |
| 20.            | Copas de Vino                                     | 3:12  |
| 21.            | ADMV                                              | 3:13  |
| 22.            | ADMV (Versión Urbana)                             | 3:05  |
| Celková délka: | Celková délka:                                    | 73:30 |

## Hudební žebříčky
| Období (2020)                        | Nejlepší umístění |
| ------------------------------------ | ----------------- |
| Itálie (FIMI)                        | 48                |
| Španělsko (Promusice)                | 2                 |
| Švýcarsko (Švýcarské hitparády)      | 22                |
| U.S. Billboard 200                   | 38                |
| U.S. Top Latin Albums (Billboard)    | 2                 |
| U.S. Latin Rhythm Albums (Billboard) | 2                 |